# Флаг Хамовников
Флаг внутригородского муниципального образования Хамо́вники в Центральном административном округе города Москвы Российской Федерации.
Флаг утверждён 23 декабря 2004 года и внесён в Геральдический реестр города Москвы с присвоением регистрационного номера ?.

## Описание
«Флаг муниципального образования Хамовники представляет собой двустороннее, прямоугольное полотнище с соотношением сторон 2:3.
Полотнище состоит из красного опрокинутого треугольника, примыкающего к верхней части полотнища. Габаритные размеры треугольника составляют 51/60 длины и 9/20 ширины полотнища. К треугольнику примыкает выходящее из верхних углов полотнища белое опрокинутое колоколовидное стропило, ширина концов которого составляет 1/20 длины (3/40 ширины) полотнища. Высота стропила составляет 39/40 высоты полотнища. Часть полотнища между красным треугольником и стропилом зелёная. Остальная часть полотнища красная.
В треугольнике, касаясь его боковых сторон, помещено изображение белого Храма Христа Спасителя с жёлтыми куполами. Габаритные размеры изображения составляют 5/24 длины и 3/10 ширины полотнища. Центр изображения равноудалён от боковых краёв полотнища и находится на расстоянии 3/16 ширины полотнища от его верхнего края.
В зелёной части полотнища помещено изображение перекрещённых белых свитка и пера, обращённого в нижний, примыкающий к древку, угол полотнища, под которыми голубой цветок льна с жёлтыми серединой и окантовкой. Габаритные размеры изображения составляют 9/30 длины и 1/2 ширины полотнища. Центр изображения равноудалён от боковых краёв полотнища и на 1/8 смещён от центра к нижнему краю полотнища».

## Обоснование символики

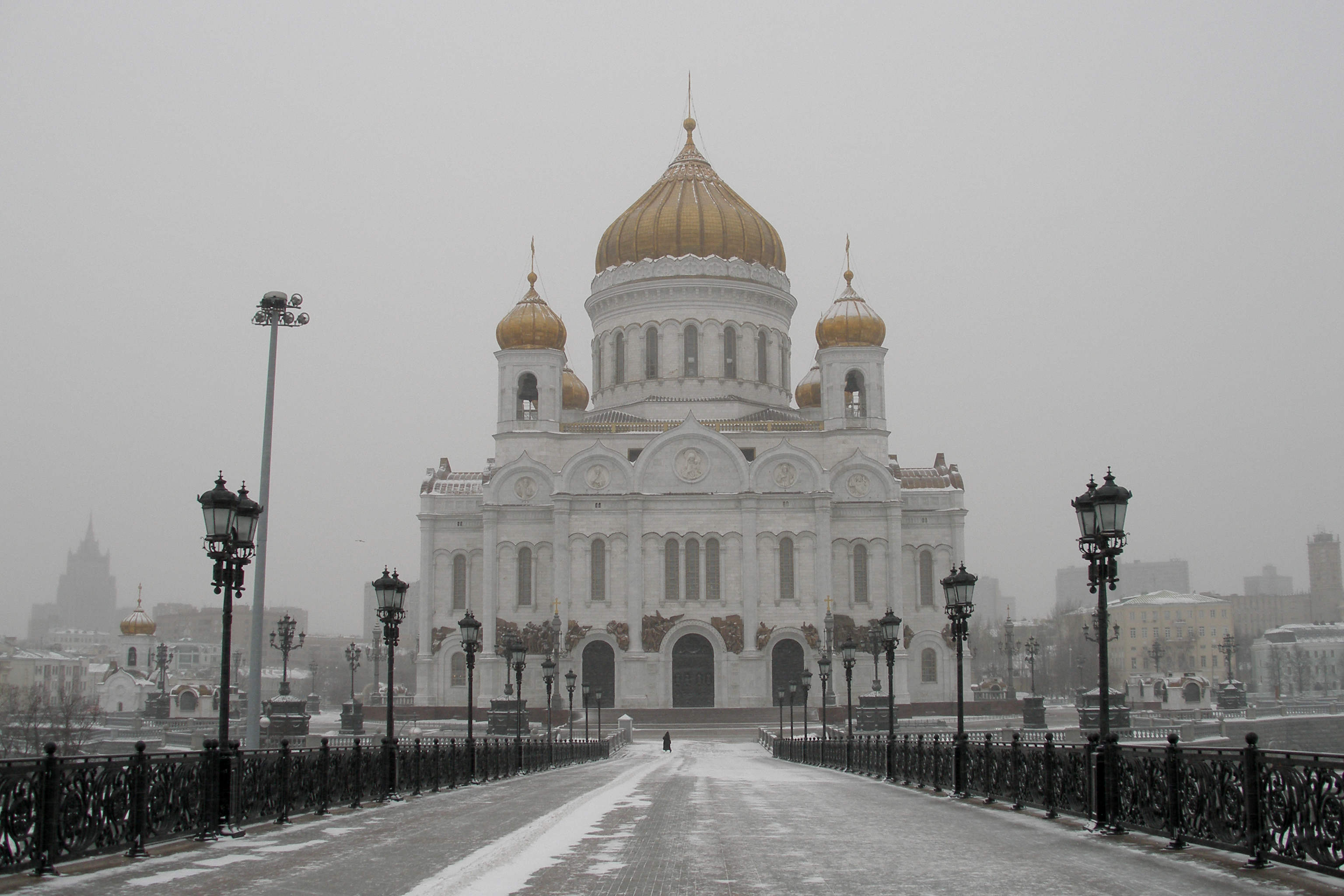
Храм Христа Спасителя.

Белое колоколовидное стропило символизирует характерную ландшафтную особенность местности, ограниченной с трёх сторон подковообразно изгибающимся руслом Москвы-реки, охваченной каменными набережными.
Белый Храм Христа Спасителя символизирует уникальное архитектурное сооружение всероссийского уровня, памятник погибшим русским воинам в Отечественной войне 1812—1814 годов, восстановленный после разрушения в конце XX века.
Скрещённые перо и свиток означают развитую научную, культурную и просветительскую роль муниципального образования, где расположены множество музеев, культурных центров и крупных учебных заведений.
Цветок льна указывает на первоначальный промысел местных жителей — ткаческое (хамовное) дело. От имени ткачей-хамовников произошло название местности.